# Чагорская сельская община
Чагорская сельская община (укр. Чагорська сільська громада) — территориальная община в Черновицком районе Черновицкой области Украины.
Административный центр — село Чагор.
Население составляет 11576 человек. Площадь — 50,2 км².
В соответствии с распоряжением Кабинета Министров Украины от 12 июня 2020 года, в состав общины вошла территория Луковицкого, Молодийского и Чагорского сельских советов упразднённого Глыбокского района

## Населённые пункты
В состав общины входит 4 села:
- Чагор
- Луковицкий старостинский округ:
  - Кут
  - Луковица
- Молодийский старостинский округ:
  - Молодия